# Gobabis
 (décembre 2016).
Si vous disposez d'ouvrages ou d'articles de référence ou si vous connaissez des sites web de qualité traitant du thème abordé ici, merci de compléter l'article en donnant les références utiles à sa vérifiabilité et en les liant à la section « Notes et références ».
Gobabis est une ville de la région Omaheke, dans l'est de la Namibie. C'est une cité de 33 404 habitants (en 2023).
On peut s'y rendre par la route B6 à l'est de Windhoek ou en avion en utilisant l'aérodrome de la ville (en) situé à 8 kilomètres au sud et possédant une piste de 2 200 mètres de long.

## Personnalités liées à la ville
- Clara Bohitile, femme politique, y a grandi.